# Sasha Strunin
Aleksandra Igoriewna Strunina, známá jako Sasha Strunin (* 27. října 1989 Sankt-Petěrburg, SSSR) je polská popová zpěvačka ruského původu. Absolvovala fakultu fotografování na Univerzitě výtvarných umění v Poznani.
V letech 2005 až 2009 byla členkou skupiny The Jet Set, s níž nahrála album Just Call Me. Album získalo zlatou certifikaci a nachází se na něm píseň „Time to Party”, která získala cenu na festivalu v Opole. V roce 2007 reprezentovala spolu se skupinou Polsko na Eurovision Song Contest 2007, kde se v semifinále umístili na 14. místě v konkurenci 28 zemí Evropy.
V roce 2009 zahájil svou sólovou kariéru. Její debutové album s názvem Sasha bylo vydáno 21. září téhož roku a nalezneme na něm hit „To nic kiedy płyną łzy”. Do roku 2013 prodala sólově i se skupinou The Jet Set v součtu téměř 30 000 kopií a vystoupila na více než 300 koncertech.

## Diskografie
| Informace o albu |
| --- |
| Just Call Me - Vydáno: 24. července 2006 - Umístění: #35 POL - Prodej v POL: 15,000 - Certifikace: Zlatá deska - Celosvětový prodej: - Singly: How Many People, Just Call Me, Time To Party, The Beat Of Your Heart |
| Sasha - Vydání: 21. září 2009 - Umístění: - Prodej v POL: - Certifikace: - Celosvětový prodej: - Singly: To Nic Kiedy Płyną Łzy, Zaczaruj Mnie Ostatni Raz                                                          |
| Stranger (EP) - Vydání: 29. říjen 2013 - Umístění: - Prodej v POL: - Certifikace: - Celosvětový prodej: - Singly: Stranger                                                                                          |
| Woman in Black - Vydání: 14. říjen 2016 - Umístění: - Prodej v POL: - Certifikace: - Celosvětový prodej: - Singly: Woman in Black                                                                                   |

### Singly
- 2006 How Many People
- 2006 Just Call Me
- 2007 Time To Party
- 2008 The Beat Of Your Heart
- 2009 Emely duet s Danny Saucedo
- 2009 To Nic Kiedy Płyną Łzy
- 2009 Zaczaruj Mnie Ostatni Raz
- 2010 Muzyki Moc duet s VIVA i Przyjaciele
- 2011 Game Over
- 2013 Stranger
- 2016 Woman in Black